# Front Wyzwolenia Narodowego
Front Wyzwolenia Narodowego, Front de Libération Nationale (FLN), Dżabhat at-Tahrīr al-Waṭanī (arab. ‏جبهة التحرير الوطني‎) – algierska organizacja polityczna powstała w 1954. W latach 1954–1962 kierowała zbrojnym powstaniem narodowowyzwoleńczym. W 1962 roku, po proklamowaniu niepodległości, została przekształcona w partię polityczną.

## Historia
Powstał na bazie Komitetu Rewolucyjnego Jedności i Akcji (a według innych tłumaczeń Rewolucyjnej Rady Jedności i Działania). Komitet Rewolucyjny Jedności i Akcji został założony w marcu 1954 roku dziewięciu byłych członków Tajnej Organizacji działającej przy Ruchu na Rzecz Triumfu Wolności Demokratycznych. Na czele Komitetu a następnie Frontu Wyzwolenia Narodowego stanął zbiegły z francuskiego więzienia działacz nacjonalistyczny Ahmad Ben Bella. Ben Bella nadzorował działalność ruchu z emigracji w egipskim Kairze.
Przekształcenie Komitetu we Front Wyzwolenia Narodowego nastąpił 1 listopada 1954 roku wraz z proklamowaniem przez Komitet wybuchu zbrojnego powstania niepodległościowego. Front Wyzwolenia Narodowego kierował zbrojnym powstaniem aż do czasu jego sukcesu. Zbrojnym ramieniem Frontu była Narodowa Armia Wyzwoleńcza (dowodzona przez pułkownika Huari Bumediena). 19 września 1958 roku Front Wyzwolenia Narodowego powołał Rząd Tymczasowy Republiki Algierskiej. Na jego czele stanął Ferhat Abbas. Rząd tymczasowy uznany został przez państwa arabskie i część państw afrykańskich oraz azjatyckich, a następnie także przez blok wschodni. Siły partyzanckie Frontu korzystały z pomocy finansowej państw arabskich, a jej bazy wojskowe znajdowały się na terenie sąsiedniej Tunezji i Maroka za przyzwoleniem tamtejszych władz.
W 1962 roku, po proklamowaniu przez Algierię niepodległości i ogłoszeniu konstytucji, Front został przekształcony w jedyną działającą legalnie partię (po wcześniejszym zdelegalizowaniu Partii Rewolucji Socjalistycznej i Algierskiej Partii Komunistycznej). Tuż po proklamacji nowego państwa utworzono Biuro Polityczne partii, w skład którego wszedł między innymi Ben Bella i Bumedien. Biuro Polityczne spopularyzowało w kraju ideologię islamskiego socjalizmu. W maju 1963 roku Ben Bella został premierem a rok później sekretarzem generalnym monopartii. Pierwsze lata polityki powojennej Algierii zdominowała walka pomiędzy liderami Frontu Wyzwolenia Narodowego. W wyniku partyjnych tarć wielu polityków Frontu opuściło kraj i udało się na emigrację. Walkę o władzę wewnątrz partii wygrali zwolennicy awangardowego statusu ugrupowania. W 1965 roku Ben Bella został obalony przez Bumediena. Nowy przywódca objął partię i rząd ścisłą kontrolę. W trakcie swoich rządów Bumedien przeprowadził socjalistyczne reformy gospodarcze i zwalczał konserwatywne grupy islamistów. W odróżnieniu od innych arabskich socjalistów, nie orientował się na współpracę ze Związkiem Radzieckim, pozostał jednak radykalnym krytykiem proamerykańskich monarchii arabskich, Izraela, duchownych islamskich oraz kapitalizmu.
Po śmierci Bumediena w 1978 roku, władzę w partii po nim rok później objął Szadli Bendżedid. W lutym 1989 roku rząd zatwierdził nową konstytucję na mocy której wprowadzono system wielopartyjny, zrezygnowano z socjalistycznego charakteru ustroju i przyjęto wolny rynek. W efekcie, Front stracił swe znaczenie na rzecz partii Islamskiego Frontu Ocalenia, z którą to przegrał wybory w 1991 roku (zdelegalizowanej przez wojsko w 1992 roku). W 1997 roku został pokonany w wyborach przez Zgromadzenie Narodowo-Demokratyczne.
W 1999 roku stanowisko prezydenta Algierii objął działacz FWN Abd al-Aziz Buteflika. Front powrócił do władzy po wyborach parlamentarnych w 2002 roku w których uzyskał 35,3%. Premierem z ramienia partii został jej lider, Ali Benfilis. W 2005 roku Benfilis został zastąpiony na stanowisku sekretarza generalnego partii przez prezydenta Buteflikę.
Ugrupowanie ma charakter nacjonalistyczny, socjalistyczny i laicki.